# دوروتی وی.ام. بیشاپ
دوروتی وِرا مارگارت (وی. ام) بیشاپ (انگلیسی: اDorothy. V. M. Bishop)، متولد ۱۴ فوریه سال ۱۹۵۲ در شهر لندن است. وی متخصص روان‌شناس و اختلالات رشدی به‌ویژه آسیب‌های رشدی_زبانی است که توانسته جوایز مختلفی را از آن خود کند.
او از سال ۱۹۹۸ استاد عصب روان‌شناسی رشدی در گروه روان‌شناسی تجربی دانشگاه آکسفورد و محقق اصلی مطالعات «آسیب‌های ارتباطی کودکان» دانشگاه آکسفورد است. او همچنین، همکار علمی کالج سنت جونز این دانشگاه است.

## دوران جوانی و تحصیلات
دوروتب یشاپ در ۱۴ فوریه ۱۹۵۲ به دنیا آمد. او در سال ۱۹۷۳ موفق به کسب مدرک کارشناسی در رشته روان‌شناسی تجربی شد و در سال ۱۹۷۵، کارشناسی ارشد خود را در رشته فلسفه در روان‌شناسی بالینی دانشگاه لندن به پایان رساند. در سال ۱۹۷۸، او از دانشگاه آکسفورد در مقطع دکتری رشته فلسفه فارغ‌التحصیل شد. بیشاپ در زمان تحصیل خود در مقطع روان‌شناسی به اختلالات شناختی علاقه‌مند شد. او پس از دریافت مدرک کارشناسی ارشد خود، به آکسفورد برگشت تا با فِرِدا نیوکَمب (استاد راهنمای خود) در بخش نوروسایکولوژی در بیمارستان رادکلیف همکاری کند. شیوه‌نامه دقیق ارائه شده توسط نیوکمب، بیشاپ را به سمت کودکان مبتلا به اختلالات زبانی و رشدی سوق داد. با این اتفاق، وی کار خود را به عنوان یک عصب-روان‌شناس رشدی آغاز کرد.

## تحقیقات و حرفه
بیشاپ در زمینه‌های روان‌شناسی، علوم اعصاب، زبان و اختلالات رشدی تحقیق می‌کند. او یکی از بنیان‌گذاران کمپین ویدئویی RALLI است. هدف این کمپین افزایش آگاهی در زمینهٔ اختلالات یادگیری زبان، از جمله اختلالات خاص زبانی است.
بیشاپ بعضی از کارهای آکادمیک خود را با عنوان D.V.M. Bishop و بدون ذکر کامل نام کوچک خود منتشر کرده است. دلیل این کار جلوگیری از قضاوت متعصبانه علیه او به عنوان یک بانوی دانشگاهی بود. مطالب منتشر شدهٔ او شامل رشد زبان در شرایط استثنایی (۱۹۸۸) دست برتری و اختلالات رشدی (۱۹۹۰) و درک غیرمعمول (۱۹۹۷) است.
تحقیقات فراگیر بیشاپ به ساخت و رشد فیلد آسیب‌های زبان رشدی کمک شایانی کرد. دوروتی بیشاپ، که گه‌گاه با عنوان D.V.M. Bishop شناخته می‌شود، استاد عصب‌روان‌شناسی رشد در دانشگاه آکسفورد است. بیشاپ، که توسط ولکام تراست تأمین مالی می‌شود یک سری تحقیقات در مورد اختلالات ارتباطی کودکان را رهبری می‌کند. علایق بیشاپ برخلاف بسیاری از معاصرانش گسترده است و از عصب روان‌شناسی به سمت ژنتیک رفتار، اختلال پردازش شنوایی، تخصص نیمکره، اختلالات زبانی خاص، اوتیسم و خوانش‌پریشی کشیده شده است. بسیاری از روش‌های ارزیابی امروزی برای زبان کودکان، توسط Bishop ایجاد شده است؛ از جمله آزمون دریافت گرامر و چک لیست ارتباطات کودکان. تحقیقات او توسط شورای تحقیقات پزشکی (MRC) و ولکام تراست تأمین مالی شده است.
چک لیست ارتباطی کودکان
در سال ۱۹۹۸، بیشاپ فهرستی را ایجاد کرد که آن را چک لیست ارتباطات کودکان (CCC) نامید. هدف CCC کمک به تشخیص کودکانی بود که دلیل آشکاری برای خطاهای ارتباطی نداشتند. CCC به‌طور خاص به دنبال شناسایی کاربردشناسی زبان و آسیب‌های زبانی خاص بود. CCC به بیشاپ و سایر محققان اجازه داد تا اختلالات زبانی را به‌طور قابل اعتمادی شناسایی کنند و سرنخ‌هایی از سایر اختلالات بالقوه که ممکن است آشکار نبوده باشند، مانند اوتیسم با عملکرد بالا، اختلال بیش فعالی کمبود توجه، یا سندرم ویلیامز را ارائه دهند. نسخه دوم و به‌روزشدهٔ CCC در سال ۲۰۰۱ منتشر شد.
بیشاپ کارهای پیشگامانه قابل توجهی در مورد اختلالات زبانی خاص و آسیب‌های زبان کاربردی، انجام داده است. او اغلب در تحقیقات و مشارکت خود یک قهرمان گمنام است، زیرا اغلب در مطالعات مختلف خود با سایر دانشمندان همراه است.
تحقیقات و علاقه بیشاپ به اختلالات زبانی همچنان ادامه داشته زیرا او سعی می‌کند مسائل زبان رشدی کودکان را درک نماید.
کاتالیز کردن
زمانی که بیشاپ مطالعات خود را در زمینه اختلالات شناختی آغاز کرد، تحقیقات برای رشد زبان نسبتاً محدود بود. اگرچه امروزه تحقیقات بیشتری انجام شده است اما چارچوب پژوهشی منسجمی وجود ندارد که متخصصان در هنگام ارزیابی و تشخیص کودکان مبتلا به اختلالات زبانی به آن تکیه کنند. در سال ۲۰۱۶، بیشاپ پروژه چند قسمتی دلفی را آغاز کرد. در این پروژه خاص، بیشاپ در تلاش است تا معیارهای مرتبط با هم را از طریق یک مطالعه چندملیتی و چند رشته‌ای برای شناسایی کودکانی که ممکن است نیاز به مداخله داشته باشند، تعریف کند. در مرحله اول این مطالعه، ۵۹ متخصص در زمینه‌های مختلف از جمله آموزش، گفتار درمانی و متخصص اطفال از کشورهای مختلفِ نیوزیلند، انگلستان و ایالات متحده آمریکا برای ارائهٔ طیف وسیعی از تخصص‌ها و تجربه‌ها در این مطالعه شرکت کردند. محققان یافته‌ها را به هیأتی ارسال کردند که با اجماع ۸۰ درصد، موافقت کردند. در فاز دو این پروژه، پارامترهای مشابهی دنبال شد تا مشخص شود چه اصطلاحاتی باید در مطالعات و درمان پذیرفته شود.
RALLI (گروه حمایتی)
بیشاپ به دلیل مطالعاتش در مورد اختلالات زبانی کودکان، RALLI را تأسیس کرد. RALLI یک گروه حمایتی کم بودجه، با هدف افزایش آگاهی از اختلالات زبان یادگیری است. در وبلاگشان که به صفحه وب تبدیل شده است، یک سری اطلاعات گسترده از ویدئوها گرفته تا مقالاتی در مورد اختلالات یادگیری زبان ارائه می‌دهد و جایی است که والدین، معلمان و کودکان می‌توانند کمک دریافت کنند. بیشاپ و همکارانش یک کانال یوتیوب برای RALLI دارند که در آن اطلاعاتی در مورد جزئیات اختلالات زبانی چیست، هر چند وقت یکبار رخ می‌دهد و چه زمانی باید کمک پیدا کرد را ارائه می‌کنند. این وبلاگ از سال ۲۰۱۳ به‌روز نشده است.
جوایز و افتخارات
بیشاپ در سال ۲۰۱۴، به‌ دلیل «مشارکت قابل توجه در بهبود دانش طبیعی» به عنوان عضو انجمن سلطنتی (FRS) انتخاب شد. همچنین:
دوروتی بیشاپ محقق برجسته در زمینه اختلالات رشدی است که بر زبان و ارتباطات تأثیر می‌گذارد. کار او برای ژنتیک اختلالات رشدی بنیادی بوده است: او در استفاده از داده‌های دوقلو برای آشکار کردن مشارکت ژنتیکی در اختلالات زبانی، با استفاده از اقدامات با انگیزه نظری، برای اصلاح فنوتیپ ارثی، پیشگام بوده است. او اقداماتی را ابداع کرده است که انواع اختلالات زبانی را متمایز می‌کند و اکنون، هم برای تحقیقات، و هم برای تشخیص بالینی ضروری است. بیشاپ با مقایسه نارساخوانی، اختلال زبانی خاص و اوتیسم، دیدگاه‌های مربوط به این شرایط را به‌عنوان شرایط مجزا به چالش کشیده و آنچه را که در مورد هر اختلال مشترک و متمایز است روشن کرده است. بیشاپ همچنین عضو آکادمی بریتانیا (FBA) و عضو آکادمی علوم پزشکی بریتانیا (FMedSci) است. او دارای مدرک افتخاری از دانشگاه لوند، دانشگاه استرالیای غربی و دانشگاه نیوکاسل آپون تاین است.